# Catarsis
Catarsis  é o quarto álbum de estúdio da atriz e cantora mexicana Belinda, lançado em 2 de julho de 2013 pela gravadora Capitol Records. O álbum, conforme informações iniciais, apresentou treze (13) faixas, contendo participações de artistas como Don Omar e Pitbull, com quem a cantora anteriormente gravou a canção "Egoísta", presente no disco Carpe Diem (2010). As gravações do disco transcorreram entre fevereiro de 2011 a agosto de 2012 em estúdios localizados na cidade norte-americana de Miami.
O álbum seria lançado, inicialmente, em 25 de setembro de 2012, mas por conta da fusão entre a EMI e a Universal Records a publicação do CD foi adiada para 02 de julho de 2013.

## Conceito
Este álbum marca uma nova etapa na carreira musical da artista: "mostra uma Belinda mais madura, em comparação aos seus trabalhos anteriores". Em entrevista ao Portal Terra-Chile, Belinda afirmou que "suas letras estão mais adultas", mas que  ser vista como um "símbolo sexual" não é sua intenção.
| “ | Depois de quatro álbuns eu realmente me assustei, porque eu disse: 'O que mais eu vou escrever?'. | ” |

A cantora Belinda afirmou em entrevistas que, após o lançamento do seu terceiro álbum, ela pensou em abandorar sua carreira musical, por acreditar que a sua "inspiração havia acabado", afirmando que não havia mais nada sobre o que escrever. Em seguida, após uma série de acontecimentos em sua vida pessoal, a cantora afirmou que estas experiências dariam material suficiente para um novo disco, e para tanto ela precisaria passar por uma catarsis (purificação).

## Antecedentes e gravação
| “ | É completamente diferente do que eu fiz antes. Tem meio que um estilo urbano. Inclui uma canção dubstep também, um estilo diferente, que eu gosto. Além disso, eu me sinto muito identificada com todas as canções" | ” |

Em 2010 a cantora publicou o terceiro disco de sua carreira, e "pelos escândalos nos quais se envolveu, decidiu aposentar-se dos holofotes por um período". Em 2011 a cantora publicou através de sua conta no Twitter que estaria trabalhando em seu quarto álbum de estúdio, que seria lançado em 2012. Em março de 2012 a intérprete anunciou que estaria escolhendo o primeiro single do novo CD, à época sem título.  Posteriormente, no mês de junho, a canção "En El Amor Hay Que Perdonar" foi lançada como primeiro single oficial do disco e Catarsis confirmado como o título do álbum. O Clipe de "En El Amor Hay Que Perdonar" mostrava uma nova imagem de Belinda, uma Belinda mais sexy e mulher, diferente da Belinda retratada em seus outros albúns. Em Agosto Belinda junto com Juan Magan gravou a faixa "Te Voy A Esperar" para a animação "Tadeo Jones: El explorador perdido", que logo teve boa repercusão na Espanha, país nativo da artista. Dia 7 do mesmo mês o clipe é liberado pelo canal oficial de Magan com imagens dele e de Belinda gravando a música em um estúdio e entre flashes da animação. No início, "Te Voy A Esperar" seria parte de Catarsis, mas numa decisão de ultima hora foi descartado a possibilidade da canção na track oficial, a deixando para um possível Deluxe do material.

## Divulgação
A própria Belinda foi a responsável por parte da divulgação do novo trabalho. Através de sua conta oficial no Twitter a intérprete publicou que se dedicaria ao novo trabalho e que este seria lançado ainda em 2012. Em 9 de março de 2012 a cantora publicou um trecho da canção "En El Amor Hay Que Perdonar", lançado como primeiro single do disco em 19 de junho de 2012.

### Apresentações ao vivo
As primeiras apresentações de divulgação do álbum aconteceram em julho de 2012. A primeira performance da cantora ao vivo aconteceu no Evento Oye, em 7 de julho. Na ocasião, a cantora apresentou o primeiro single do álbum a canção "Dopamina", um dos singles do disco anterior. Em 19 de julho a cantora participou da nona edição do Premios Juventud, em Miami, Estados Unidos. No evento, a cantora, que não concorria a nenhum dos prêmios, performou a faixa lançada como primeiro single do álbum em uma versão para balada, que posteriormente foi lançado também como single.

## Singles
- "En El Amor Hay Que Perdonar": É o primeiro single oficial do álbum, produzida por Victor El Nasi, saiu a venda dia 19 de junho de 2012, em formato de download digital pelo iTunes. Em 20 de julho do mesmo ano foi lançada a versão balada da canção, através do Amazon e iTunes.[13][14]

- "En La Obscuridad": É o segundo single do álbum, lançado em 8 de janeiro de 2013.
- ''Nada": É o terceiro single do álbum, anunciado por Belinda via sua conta no Twitter. A canção teve apenas um lyric video e foi lançado nas rádios mexicanas em 5 de julho de 2013.
- "I Love You... Te Quiero": É o quarto single do álbum anunciado por Belinda também por sua conta no Twitter, seu videoclipe foi lançado no dia 27 de junho de 2014 e foi lançado nas rádios mundiais no final de janeiro de 2014

## Lista de faixas
| N.º | Título                                                  | Compositor(es)                                          | Duração |  |
| 1.  | "Dame Más"                                              | Belinda Gavriel Aminov Ignacio Peregrín Paolo Prudencio | 3:09    |  |
| 2.  | "En la Obscuridad"                                      | Belinda Aminov Peregrín Prudencio                       | 3:27    |  |
| 3.  | "En el Amor Hay Que Perdonar"                           | Belinda Víctor Martínez Peregrín Joan M. Ortíz          | 3:59    |  |
| 4.  | "I Love You... Te Quiero" (com participação de Pitbull) | Belinda Armando Pérez                                   | 3:36    |  |
| 5.  | "Dime Si Es Amor"                                       | Belinda Aminov Peregrín Prudencio                       | 3:27    |  |
| 6.  | "Como Si Fuéramos Novios"                               | Belinda Ortíz                                           | 3:54    |  |
| 7.  | "Bailaría Sobre El Fuego"                               | Belinda Aminov Peregrín Lavi Hoss                       | 3:20    |  |
| 8.  | "Vuelve A Mí"                                           | Belinda Aminov Peregrín Prudencio                       | 3:18    |  |
| 9.  | "Litost"                                                | Belinda Aminov Peregrín                                 | 3:26    |  |
| 10. | "No Me Vuelvo A Enamorar"                               | Belinda José Ortega Juan Vergara Diego Benlliure Ceroni | 3:27    |  |
| 11. | "Nada"                                                  | Belinda Diane Warren                                    | 3:14    |  |
| 12. | "After We Make Love" (com participação de Vein)         | Gavriel Aminov                                          | 3:48    |  |
| 13. | "Bailaria Sobre el Fuego" (Balada)                      | Belinda Aminov Peregrín Hoss                            | 4:11    |  |

## Tour
Foi anunciado que Belinda realizará o seu primeiro show da Catarsis Tour no dia 29 de junho no Auditório Cumbres em Monterrey no México.

## Desempenho nas tabelas musicais

### Posições
| Tabela musical (2012)             | Melhor posição |
| --------------------------------- | -------------- |
| Estados Unidos (Top Latin Albums) | 4              |
| Estados Unidos (Latin Pop Albums) | 2              |
| Estados Unidos (Top Heatseekers)  | 9              |
| México (Mexican Albums Chart)     | 1              |

## Prêmios e indicações
| Ano  | Prêmio         | Categoria         | Trabalho           | Resultado |
| ---- | -------------- | ----------------- | ------------------ | --------- |
| 2013 | VEVO Certified | 100.000.000 views | "En La Obscuridad" | Venceu    |